# Johannes Minellius
Johannes Minellius, även Jan Minelli, född omkring 1625 i Rotterdam, död där omkring 1683, var en nederländsk skolman.
Minellius var rektor vid Erasmusskolan i Rotterdam. Han ombesörjde editioner av många latinska klassiker, med korta, till största delen ytliga, anmärkningar. Av dessa begagnade sig andra, även svenska, utgivare, och han efterhärmades snart med överdriven omfattning, så att den på upplagor av klassiska författare som rekommendation utsatta upplysningen ad modum Minellii ("efter Minellius metod") slutligen i språkbruket kom att användas om en edition, som alltför mycket underlättade lärjungens översättningsarbete ("åsnebryggor").